# Стів Папроскі
Стів Папроскі (23 вересня 1928 — 3 грудня 1993) — канадський політик і професійний футболіст. Він грав у Канадській футбольній лізі (CFL) з 1949 по 1954 рік і був членом федерального парламенту з 1968 по 1993 рік.

## Раннє життя
Народився у Львові, що на той час був частиною Польщі. В дитинстві емігрував до Едмонтона, Альберта. Навчався в Університеті Аризони за спортивною стипендією.

## Професійна футбольна кар'єра
З 1949 по 1954 рік він був лайнсменом команди «Едмонтон Ескімос» Канадської футбольної ліги. Він став одним з випускників «ескімосів» Едмонтону, які домінували в політичному житті Альберти в наступні десятиліття. Серед інших гравців «ескімосів» цієї епохи, які досягли видатності в політиці, є прем’єр-міністри Альберти Пітер Логід і Дон Гетті, а також віце-губернатор Норман Квонг.

## Політична кар'єра
У 1968 році він був обраний до Палати громад Канади від Едмонтонського центру як прогресивний консерватор. Був переобраний у 1972 та 1974 роках. Він був обраний у 1979, 1980, 1984 та 1988 роках від Едмонтон-Норт. З 1976 по 1978 рік він був головною опорою опозиції. Під час короткого терміну перебування Джо Кларка на посаді прем’єр-міністра з 1979 по 1980 роки він був державним міністром у справах фітнесу та аматорського спорту та державним міністром у справах мультикультуралізму. Під час перебування Браяна Малруні на посаді прем'єр-міністра з 1984 по 1993 рік він був заступником голови комітетів повного складу. Перебуваючи в опозиції, Стів працював у Роберта Стенфілда в якості заступника батога, а згодом в якості опори партії Прогресивних консерваторів.
Папроскі був етнічним українцем і римо-католиком. Його брати Кеннет Папроскі та Карл Папроскі також були членами Законодавчих зборів Альберти.